# Poa arnoldii
Poa arnoldii är en gräsart som beskrevs av Aleksandre Melderis. Poa arnoldii ingår i släktet gröen, och familjen gräs. Inga underarter finns listade i Catalogue of Life.